# 陳知建
陳知建（1945年—），湖南省湘乡市人、漢族、中國大陸軍事、政治人物、少將、中共黨員，大將陳賡之子。
陳知建曾任重慶警備區副司令員、第14集團軍步兵40師副師長、集團軍副參謀長，總參軍務部兵員局。   